# Victor Marcelot
Victor Marcelot, né le 2 janvier 2002 à Nancy, est un rameur d'aviron français. 

## Carrière
Natif de Nancy, Victor Marcelot arrive à Saintes à l'âge de 4 ans. Il commence la pratique de l'aviron à l'âge de 12 ans et est alors licencié à l'Aviron saintais.
Il remporte la médaille d'or aux Championnats d'Europe juniors d'aviron 2020 à Belgrade, en skiff ; la même année, il est sacré champion de France en deux de couple avec Ruben Rapi à Brive-la-Gaillarde.
Il remporte la médaille d'argent aux Championnats d'Europe d'aviron 2021 à Varèse en quatre de couple poids légers avec Benjamin David, Baptiste Savaete et Ferdinand Ludwig.
Il rame ensuite à Boulogne-Billancourt.

## Palmarès

### Championnats d'Europe juniors
- 2020 à Belgrade,  Serbie
  -  Médaille d'or en skiff junior

### Championnats d'Europe
- 2021 à Varèse,  Italie
  -  Médaille d'argent en quatre de couple poids légers